# 20th Century Masters - The Millennium Collection: The Best of the Mamas and the Papas
20th Century Masters - The Millennium Collection: The Best of the Mamas and the Papas là một album tổng hợp của ban nhạc rock dân gian người Mỹ Mamas and the Papas. Nó được phát hành vào ngày 23 tháng 3 năm 1999, thông qua MCA Records, như một phần của bộ phim The 20th Century Masters - The Millennium Collection.

## Phát hành và đón nhận
| Đánh giá chuyên môn | Đánh giá chuyên môn |
| Nguồn đánh giá      | Nguồn đánh giá      |
| Nguồn               | Đánh giá            |
| ------------------- | ------------------- |
| Allmusic            | [ 2 ]               |

Stephen Thomas Erlewine của AllMusic đã viết, "Đó là một bản tóm tắt 11 bài hát không thể cưỡng lại được trong các bản thu MCA của họ. Có thể thiếu một vài bài hát đáng chú ý, nhưng nhiều bài hát nổi tiếng nhất của họ cho hãng đều có ở đây, bao gồm "California Dreamin", "Monday, Monday", "Creeque Alley", "Dedicated to the One I Love", "Twelve-Thirty (Young Girls Are Coming to the Canyon)", "Look Through My Window", "I Saw Her Again Last Night", và "Make Your Own Kind of Music" của Mama Cass.

## Danh sách ca khúc
Tất cả các bản nhạc đều do John Phillips viết, ngoại trừ những chỗ được ghi chú.
| Danh sách bài hát của 20th Century Masters – The Millennium Collection: The Best of the Mamas and the Papas | Danh sách bài hát của 20th Century Masters – The Millennium Collection: The Best of the Mamas and the Papas | Danh sách bài hát của 20th Century Masters – The Millennium Collection: The Best of the Mamas and the Papas | Danh sách bài hát của 20th Century Masters – The Millennium Collection: The Best of the Mamas and the Papas |
| STT | Nhan đề | Sáng tác | Thời lượng                                                                                                  |
| --- | --- | --- | --- |
| 1. | "California Dreamin'"                                                                                       | John Phillips Michelle Phillips                                                                             | 2:41 |
| 2. | "Monday, Monday"                                                                                            | | 3:27 |
| 3. | "Creeque Alley"                                                                                             | J. Phillips M. Phillips                                                                                     | 3:49 |
| 4. | "Dedicated to the One I Love"                                                                               | Lowman Pauling Ralph Bass                                                                                   | 2:59 |
| 5. | "Twelve Thirty (Young Girls Are Coming to the Canyon)"                                                      | | 3:26 |
| 6. | "Words of Love"                                                                                             | | 2:16 |
| 7. | "Look Through My Window"                                                                                    | | 3:08 |
| 8. | "I Saw Her Again"                                                                                           | J. Phillips Denny Doherty                                                                                   | 3:13 |
| 9. | "Dancing Bear"                                                                                              | | 4:11 |
| 10. | "Make Your Own Kind of Music"                                                                               | Barry Mann Cynthia Weil                                                                                     | 2:26 |
| 11. | "Dream a Little Dream of Me"                                                                                | Fabian Andre Wilbur Schwandt Gus Kahn                                                                       | 3:14 |
| Tổng thời lượng:                                                                                            | Tổng thời lượng:                                                                                            | Tổng thời lượng:                                                                                            | 34:55 |